# Merremia clemensiana
Merremia clemensiana är en vindeväxtart som beskrevs av V. Ooststr. Merremia clemensiana ingår i släktet Merremia och familjen vindeväxter. Inga underarter finns listade i Catalogue of Life.